# Jean-Louis Forain
Jean-Louis Forain (ur. 23 października 1852 w Reims, zm. 11 lipca 1931 w Paryżu) – francuski malarz impresjonista oraz grafik-akwaforcista.

## Życiorys
Forain urodził się w Reims, jednakże w wieku ośmiu lat przeprowadził się wraz z rodzicami do Paryża. Swoją karierę artystyczną rozpoczął jako karykaturzysta w jednym z paryskich magazynów. Wraz z chęcią poszerzania własnych horyzontów, Forin podjął się nauki na École des Beaux-Arts. Na uczelni jego nauczycielem był Jean-Léon Gérôme a także malarz i rzeźbiarz Jean-Baptiste Carpeaux.
Wielki wpływ na pracę Foraina miał Honoré Daumier a także Edgar Degas. Swoje dzieła Forain wystawiał m.in. na czterech wystawach impresjonistycznych które odbyły się w latach 1879-1884. Przez następne lata Forain tworzył prace przedstawiające sąd a także tworzył liczne satyry ówczesnego życia we Francji. 
W 1891 Forain poślubił Jeanne Bosc, która urodziła ich syna w 1895. W 1920 został Oficerem Legii Honorowej.
W 1931 Forain został członkiem Royal Academy w Londynie. Zmarł w tym samym  roku w wieku 79 lat.